# Lunette (militaire)
Pour les articles homonymes, voir Lunette.

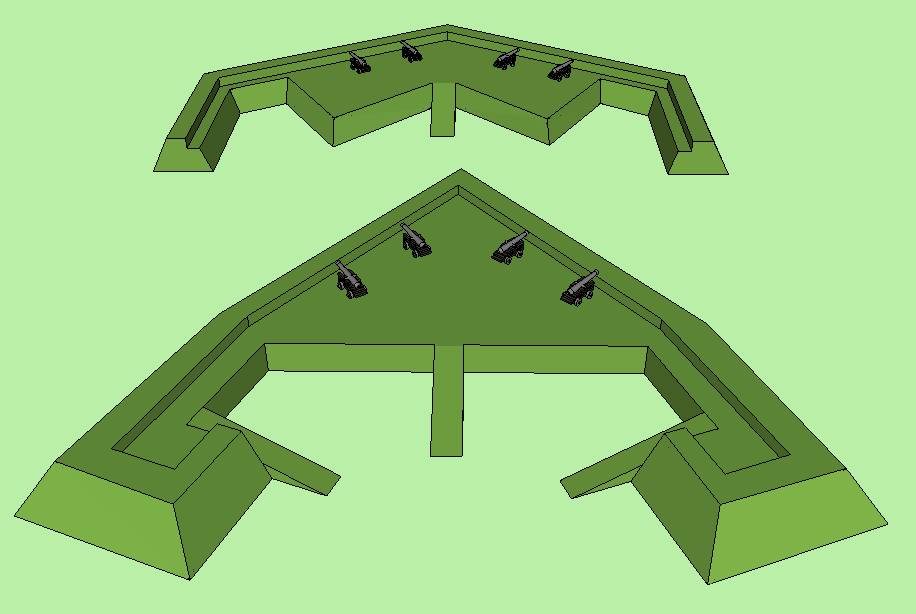
Deux types de lunettes.

Dans le domaine des fortifications, une lunette était à l'origine un ouvrage extérieur ou avancé ayant la forme d'une demi-lune. Plus tard, elle devient un redent avec de courts côtés, dont le tracé ressemblait un peu à un bastion s'élevant seul sans courtine de chaque côté. La gorge était généralement ouverte,.
Un exemple historique remarquable d'une lunette fut celui utilisé au siège de Fort Alamo à San Antonio au Texas, en mars 1836. Un autre fut les flèches de Bagration, à la bataille de la Moskova, en 1812.